# Тимофеев, Александр Викторович
Александр Викторович Тимофеев (1861, Москва — после 1925, Ленинград) — русский психиатр, доктор медицины, почётный лейб-медик, тайный советник.

## Биография
Родился в Москве в 1861 году.
В 1883 году окончил с золотой медалью естественное отделение физико-математического факультета Санкт-Петербургского университета, а в 1886 году, также с отличием — Военно-медицинскую академию. В 1888 году защитил докторскую диссертацию «К вопросу о недостаточности полулунных клапанов аорты».
В течение 1892—1914 гг. занимал должность директора Петербургского дома призрения душевнобольных. С 26 февраля 1904 года состоял в чине действительного статского советника; почётный лейб-медик с 1902 года. Был награждён орденами: Св. Анны 2-й ст. (1895), Св. Владимира 3-й ст. (1906), Св. Станислава 1-й ст. (1908); имел знак «В память 300-летия царствования дома Романовых» и медали «В память царствования императора Александра III», «В память коронации 1896 года», «100-летие Отечественной войны», «В память 300-летия царствования дома Романовых».
Автор ряда работ по психиатрии, деонтологии: «К вопросу о развитии гипертрофии сердца при экспериментальных пороках его» (СПб., 1889), «К вопросу о трофическом влиянии блуждающих нервов на сердце» (СПб., 1889), «Нервная система сердца в течении экспериментальных пороков его» (СПб., 1889), «Очерки французских лечебниц для душевно-больных» (СПб., 1892), «Основы психиатрической экспертизы. Сост. по Leppmann'у…» (СПб., 1893).
Был женат на дочери С. С. Иванова, Марии.